# マルクス・アウレリウス・クレアンデル
マルクス・アウレリウス・クレアンデル（ラテン語: Marcus Aurelius Cleander、生年不詳 - 190年）は、ローマ帝国の政治家。
一般にクレアンデル（Cleander）と呼ばれ、第17代ローマ皇帝ルキウス・アウレリウス・コンモドゥス・アントニヌスの侍従長（執事）として立身を果たし、皇帝からの信頼を武器に汚職政治を行ったと言われている。一時は近衛隊長の地位まで手にしたが、やがてコンモドゥス帝に処刑された。その存在は同時代の歴史家・元老院議員であるカッシウス・ディオも言及している。

## 生涯
クレアンデルの出自については不明瞭な部分が多く、カッシウス・ディオは属州フリギア出身の奴隷であったとのみ記している。幼少期に奴隷商人によって他の奴隷と共に帝都ローマの市場へ連れてこられたという。
182年頃、クレアンデルは皇帝の身辺の世話をする使用人として宮殿に出入りしていたが、愛人であった娼婦のダモストラティア（Damostratia）がコンモドゥス帝の妾の一人になると他の使用人よりも皇帝の身近に置かれるようになった。使用人頭とも言うべき侍従長はギリシャ系の解放奴隷サオテルスが務めていたが、彼が暗殺されると後任の侍従長に任命された。宮殿内の権力闘争では皇帝の補佐役を務めていた近衛隊長セクストゥス・ティギディウス・ペレンニスを追い落とそうとする謀議に加わった。
184年、ブリタニア動乱に対する軍への懲罰を皇帝に進言したペレンニスへの軍の反感が高まり、ブリタニア駐屯軍の兵士が有志を募ってローマで直訴するという事件が起きた 。以前からペレンニスを疎ましく感じ始めていたコモンドゥスは、これを口実にしてペレンニスとその子供を処刑した。対立する人物の失脚で影響力を高めたクレアンデルは身近な友人として皇帝への進言を行い、賄賂と引き換えに官職に推薦するという汚職政治を行った。一説には執政官の役職すら汚職の対象になったと伝えられている。こうした猟官運動に参加していた人物の中には後にセウェルス朝を開く元老院議員セプティミウス・セウェルスも含まれている。ただし単に私腹を肥やしただけという訳ではなく、ある程度はコンモドゥス帝の意向で動いていた部分もあったと考えられる。猟官運動で得られた賄賂は皇帝と分配していたし、また公共投資の費用などにも用いられることもあった。ともかくもクレアンデルの権威は頂点に達し、ペレンニスの後任であった近衛隊長を失脚させて自らを新たに任命させている。
190年6月、穀物危機によりコンモドゥス帝の治世では初めてとなる暴動がローマで発生した。責任追及を恐れた穀物長官のパビリウス・ディオニュシウス（Papirius Dionysius）は、責任をクレアンデルに押し付けようとした。本来は食糧問題と関係のない立場であったが、汚職政治などの印象からクレアンデルを嫌っていた民衆は煽動されるままに全責任が彼にあると抗議した。大競技場（キルクス・マキシムス）に集まった暴徒は巫女に先導されながら、クレアンデルの処罰を皇帝に求めて行進した。クレアンデルは近衛兵隊を動員して行進する暴徒を弾圧したが、途中で同じく皇帝の側近となっていた首都長官ペルティナクス（偶然ではあるものの、彼も解放奴隷に出自を持つ人物であった）が首都護衛隊を動員して仲裁に入った。
進退窮まったクレアンデルはコンモドゥス帝の元に助けを求めて逃げ込んだが、皇姉ファディラなどの説得を受けた皇帝によって処刑された。コンモドゥス帝は後から追ってきた民衆に首を投げ渡し、民衆は歓喜して皇帝を讃えたという。
近代の歴史家ギボンは以下のように記している。

## 登場作品
- 映画『ローマ帝国の滅亡』（英語: The Fall of the Roman Empire、1964年）演：メル・ファーラー
  - 不気味な盲目の侍従として描かれており、アウレリウス帝を毒殺する人物として登場する。
- 日本の青年漫画『ヴィルトゥス』原作：義凡、作画：信濃川日出雄。
  - おかっぱ頭の若い男。皇帝の側近。

## 引用
1. 1 2 3 4 5 6  Cassius Dio, Roman History LXXIII.12
2. 1 2  Cassius Dio, Roman History LXXIII.9
3. 1 2 3  Cassius Dio, Roman History LXXIII.13